# Велико Брдо (Макарська)
Велико Брдо (хорв. Veliko Brdo) — населений пункт у Хорватії, у Сплітсько-Далматинській жупанії у складі міста Макарська.

## Населення
Населення за даними перепису 2011 року становило 408 осіб.
Динаміка чисельності населення поселення:

## Клімат
Середня річна температура становить 11,91 °C, середня максимальна – 24,14 °C, а середня мінімальна – -1,24 °C. Середня річна кількість опадів – 898 мм.
| Клімат поселення                              | Клімат поселення | Клімат поселення | Клімат поселення | Клімат поселення | Клімат поселення | Клімат поселення | Клімат поселення | Клімат поселення | Клімат поселення | Клімат поселення | Клімат поселення | Клімат поселення | Клімат поселення |
| Показник                                      | Січ.             | Лют.             | Бер.             | Квіт.            | Трав.            | Черв.            | Лип.             | Серп.            | Вер.             | Жовт.            | Лист.            | Груд.            |                  |
| Середній максимум, °C                         | 9,42             | 9,42             | 11,84            | 15,14            | 20,10            | 23,91            | 24,14            | 23,85            | 20,45            | 16,82            | 12,23            | 9,43             |                  |
| Середня температура, °C                       | 4,10             | 4,10             | 6,51             | 9,80             | 14,79            | 18,59            | 20,46            | 20,19            | 16,79            | 13,15            | 8,58             | 5,77             |                  |
| Середній мінімум, °C                          | −1,22            | −1,24            | 1,21             | 4,47             | 9,45             | 13,27            | 16,81            | 16,54            | 13,14            | 9,52             | 4,92             | 2,12             |                  |
| Норма опадів, мм                              | 81               | 71               | 75               | 77               | 61               | 55               | 37               | 52               | 75               | 100              | 116              | 98               |                  |
| Середньомісячна швидкість вітру, м/с          | 3.75             | 4.09             | 4.03             | 3.63             | 3.19             | 2.91             | 2.89             | 2.79             | 3.20             | 3.40             | 4.18             | 4.30             |                  |
| Середньомісячна сонячна радіація, кДж/м²·день | 5461             | 8138             | 11897            | 16156            | 19868            | 22655            | 24456            | 21535            | 15950            | 10393            | 6006             | 4657             |                  |
| --------------------------------------------- | ---------------- | ---------------- | ---------------- | ---------------- | ---------------- | ---------------- | ---------------- | ---------------- | ---------------- | ---------------- | ---------------- | ---------------- | ---------------- |
| Джерело:                                      |                  |                  |                  |                  |                  |                  |                  |                  |                  |                  |                  |                  |                  |